# ستيف كابا
ستيف كابا (بالإنجليزية: Steve Kabba)‏ (7 مارس 1981 في المملكة المتحدة - ) هو لاعب كرة قدم بريطاني في مركز الهجوم. لعب مع أولدهام أثلتيك وشيفيلد يونايتد وغريمسبي تاون وكريستال بالاس ونادي بارنت ونادي برينتفورد ونادي بلاكبول ونادي لوتون تاون ونادي واتفورد ونادي بيرتن ألبيون ونادي ساوثيند يونايتد.

## وصلات خارجية
- ستيف كابا على موقع قاعدة بيانات كرة القدم.إي يو (الإنجليزية)
- ستيف كابا على موقع Soccerbase.com (لاعب) (الإنجليزية)
- ستيف كابا على موقع عالم كرة القدم.نت (الإنجليزية)